# Primer Ministre de Bèlgica

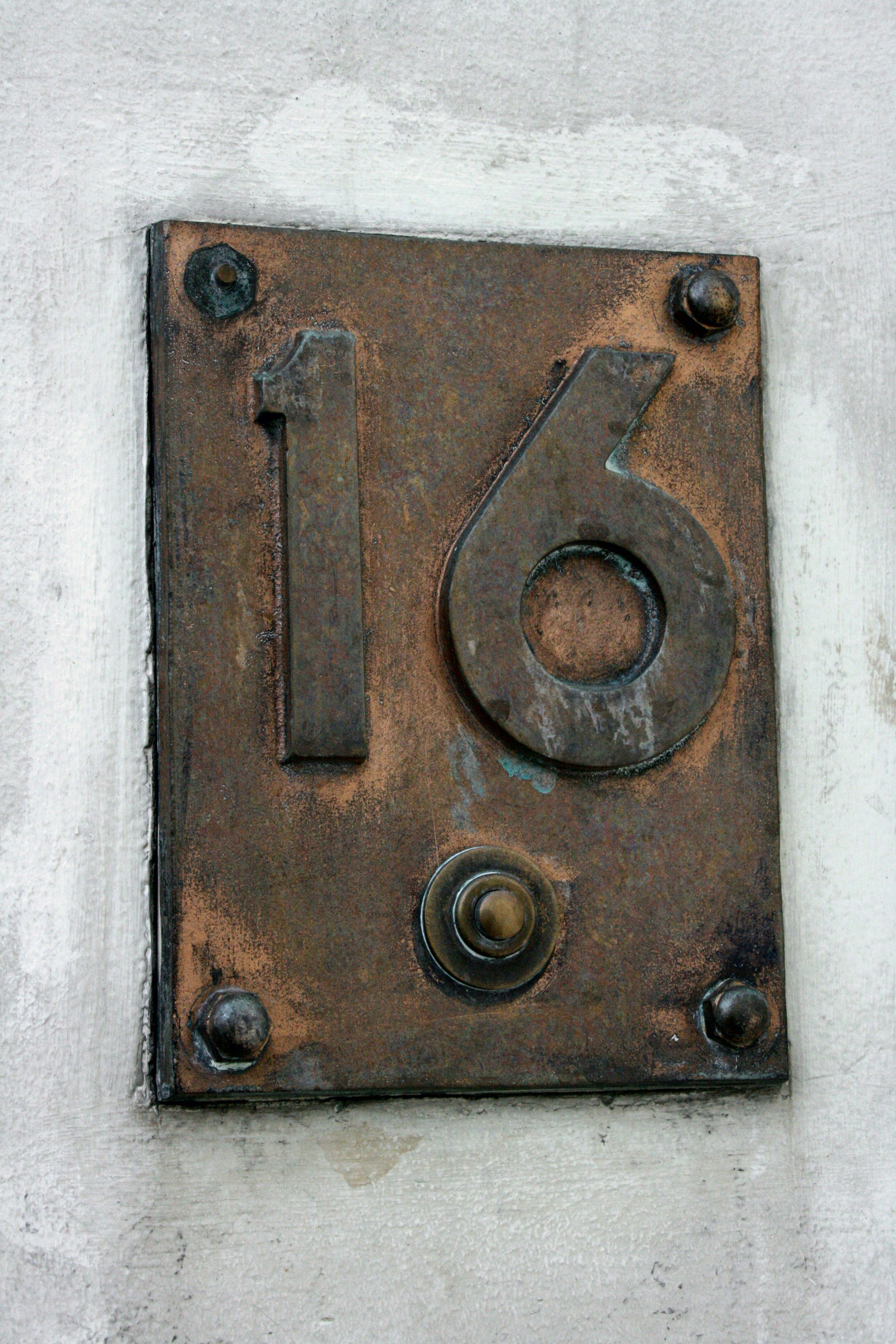
Número 16 de la Wetstraat / Rue de la Loi a Brussel és famosa per esser la residència del primer ministre belga

El primer ministre de Bèlgica (Eerste Ministre en neerlandès, Premier Ministre en francès, i Premierminister en alemany) és el cap del govern federal del Regne de Bèlgica. Aquesta és una llista dels primers ministres de Bèlgica.
Encara que els líders de Govern (en francès: Caps de Gabinet) havien estat nomenats des de la independència del país, fins al 1918 el rei sovint va presidir el Consell de Ministres, de manera que l'era moderna dels Primers Ministres es va iniciar després de la Primera Guerra Mundial amb Léon Delacroix. La importància política del Rei dels belgues ha disminuït amb el temps, mentre que la posició de Primer Ministre ha esdevingut cada cop més important.

## Llista de primers ministres de Bèlgica
| #    | Nom                                         | Imatge                           | Inici mandat           | Fi mandat              | Partit     |
| ---- | ------------------------------------------- | -------------------------------- | ---------------------- | ---------------------- | ---------- |
| 1    | Etienne Constantin de Gerlache              | Etienne Constantin de Gerlache   | 27 Febrer 1831         | 10 Març 1831           | Catòlic    |
| 2    | Joseph Lebeau (1r mandat)                   | Joseph Lebeau                    | 28 Març 1831           | 21 Juliol 1831         | Liberal    |
| 3    | Félix de Muelenaere                         | Félix de Muelenaere              | 24 Juliol 1831         | 20 Octubre 1832        | Catòlic    |
| 4    | Albert Joseph Goblet d'Alviella             | Albert Goblet                    | 20 Octubre 1832        | 4 Agost 1834           | Liberal    |
| 5    | Barthélémy de Theux de Meylandt (1r mandat) | Barthélémy de Theux de Meylandt  | 4 Agost 1834           | 18 Abril 1840          | Catòlic    |
| (2)  | Joseph Lebeau (2n mandat)                   | Joseph Lebeau                    | 18 Abril 1840          | 13 Abril 1841          | Liberal    |
| 6    | Jean-Baptiste Nothomb                       | Jean-Baptiste Nothomb            | 13 Abril 1841          | 30 Juliol 1845         | Liberal    |
| 7    | Sylvain Van de Weyer                        | Sylvain Van de Weyer             | 30 Juliol 1845         | 31 Març 1846           | Liberal    |
| (5)  | Barthélémy de Theux de Meylandt (2n mandat) | Barthélémy de Theux de Meylandt  | 31 Març 1846           | 12 Agost 1847          | Catòlic    |
| 8    | Charles Rogier (1r mandat)                  | Charles Rogier                   | 12 Agost 1847          | 31 Octubre 1852        | Liberal    |
| 9    | Henri de Brouckère                          | Henri de Brouckère               | 31 Octubre 1852        | 30 Març 1855           | Liberal    |
| 10   | Pierre de Decker                            | Pierre De Decker                 | 30 Març 1855           | 9 Novembre 1857        | Catòlic    |
| (8)  | Charles Rogier (2n mandat)                  | Charles Rogier                   | 9 Novembre 1857        | 3 Gener 1868           | Liberal    |
| 11   | Walthère Frère-Orban (1r mandat)            | Walthère Frère-Orban             | 3 Juny 1868            | 2 Juliol 1870          | Liberal    |
| 12   | Jules d'Anethan                             | Jules d'Anethan                  | 2 Juliol 1870          | 7 Desembre 1871        | Catòlic    |
| 13   | Jules Malou (1r mandat)                     | Jules Malou                      | 7 Desembre 1871        | 19 Juny 1878           | Catòlic    |
| (11) | Walthère Frère-Orban (2n mandate)           | Walthère Frère-Orban             | 19 Juny 1878           | 16 Juny 1884           | Liberal    |
| (11) | Jules Malou (2n mandat)                     | Jules Malou                      | 16 Juny 1884           | 26 Octubre 1884        | Catòlic    |
| 14   | Auguste Marie François Beernaert            | Auguste Marie François Beernaert | 26 Octubre 1884        | 26 Març 1894           | Catòlic    |
| 15   | Jules de Burlet                             | Jules de Burlet                  | 26 Març 1894           | 25 Febrer 1896         | Catòlic    |
| 16   | Paul de Smet de Naeyer (1on mandat)         | Paul de Smet de Naeyer           | 25 Febrer 1896         | 24 gener 1899          | Catòlic    |
| 17   | Jules Vandenpeereboom                       |                                  | 24 gener 1899          | 5 Agost 1899           | Catòlic    |
| (16) | Paul de Smet de Naeyer (2n mandat)          | Paul de Smet de Naeyer           | 5 Agost 1899           | 2 Maig 1907            | Catòlic    |
| 18   | Jules de Trooz                              | Jules de Trooz                   | 2 Maig 1907            | 9 gener 1908           | Catòlic    |
| 19   | Frans Schollaert                            | Frans Schollaert                 | 9 gener 1908           | 17 Juny 1911           | Catòlic    |
| 20   | Charles de Broqueville (1r mandat)          |                                  | 17 Juny 1911           | 1 Juny 1918            | Catòlic    |
| 21   | Gérard Cooreman                             |                                  | 1 Juny 1918            | 21 Novembre 1918       | Catòlic    |
| 22   | Léon Delacroix                              | Léon Delacroix                   | 21 novembre 1918       | 20 novembre 1920       | Catòlic    |
| 23   | Henri Carton de Wiart                       | Henri Carton de Wiart            | 20 novembre 1920       | 16 desembre 1921       | Catòlic    |
| 24   | Georges Theunis (1r mandat)                 |                                  | 16 desembre 1921       | 13 Maig 1925           | Catòlic    |
| 25   | Aloys Vande Vyvere                          |                                  | 13 May 1925            | 17 June 1925           | Catòlic    |
| 26   | Prosper Poullet                             |                                  | 17 June 1925           | 20 Maig 1926           | Catòlic    |
| 27   | Henri Jaspar                                | Henri Jaspar                     | 20 Maig 1926           | 6 Juny 1931            | Catòlic    |
| 28   | Jules Renkin                                |                                  | 6 Juny 1931            | 22 Octubre 1932        | Catòlic    |
| (20) | Charles de Broqueville (2n mandat)          |                                  | 22 Octubre 1932        | 20 Novembre 1934       | Catòlic    |
| (24) | Georges Theunis (2n mandat)                 |                                  | 20 Novembre 1934       | 25 Març 1935           | Catòlic    |
| 29   | Paul Van Zeeland                            |                                  | 25 Març 1935           | 24 Novembre 1937       | Catòlic    |
| 30   | Paul-Émile Janson                           |                                  | 24 Novembre 1937       | 15 Maig 1938           | Liberal    |
| 31   | Paul-Henri Spaak (1r mandat)                | Paul-Henri Spaak                 | 15 Maig 1938           | 22 Febrer 1939         | Socialista |
| 32   | Hubert Pierlot                              | Hubert Pierlot                   | 22 Febrer 1939         | 12 Febrer 1945         | Catòlic    |
| 33   | Achille Van Acker (1r mandat)               |                                  | 12 Febrer 1945         | 13 Març 1946           | BSP-PSB    |
| (31) | Paul-Henri Spaak (2n mandat)                | Paul-Henri Spaak                 | 13 Març 1946           | 31 Març 1946           | BSP-PSB    |
| (33) | Achille Van Acker (2n mandat)               |                                  | 31 Març 1946           | 3 Agost 1946           | BSP-PSB    |
| 34   | Camille Huysmans                            |                                  | 3 Agost 1946           | 20 Març 1947           | BSP-PSB    |
| (31) | Paul-Henri Spaak (3r mandat)                | Paul-Henri Spaak                 | 20 Març 1947           | 11 d'agost de 1949     | BSP-PSB    |
| 35   | Gaston Eyskens (1r mandat)                  |                                  | 11 d'agost de 1949     | 8 de juny de 1950      | PSC-CVP    |
| 36   | Jean Duvieusart                             |                                  | 8 de juny de 1950      | 16 d'agost de 1950     | PSC-CVP    |
| 37   | Joseph Pholien                              |                                  | 16 d'agost de 1950     | 15 de gener de 1952    | PSC-CVP    |
| 38   | Jean Van Houtte                             |                                  | 15 de gener de 1952    | 23 d'abril de 1954     | PSC-CVP    |
| (33) | Achille Van Acker (3r mandat)               |                                  | 23 d'abril de 1954     | 26 de juny de 1958     | BSP-PSB    |
| (35) | Gaston Eyskens (2n mandat)                  |                                  | 26 de juny de 1958     | 25 d'abril de 1961     | PSC-CVP    |
| 39   | Théo Lefèvre                                |                                  | 25 d'abril de 1961     | 28 de juliol de 1965   | PSC-CVP    |
| 40   | Pierre Harmel                               |                                  | 28 de juliol de 1965   | 19 de març de 1966     | PSC-CVP    |
| 41   | Paul Vanden Boeynants (1r mandat)           |                                  | 19 de març de 1966     | 17 de juliol de 1968   | PSC-CVP    |
| (35) | Gaston Eyskens (3r mandat)                  |                                  | 17 de juliol de 1968   | 26 de gener de 1973    | CVP        |
| 42   | Edmond Leburton                             |                                  | 26 de gener de 1973    | 25 d'abril de 1974     | BSP-PSB    |
| 43   | Leo Tindemans                               | Leo Tindemans                    | 25 d'abril de 1974     | 20 d'octubre de 1978   | CVP        |
| (41) | Paul Vanden Boeynants (2n mandat)           |                                  | 20 d'octubre de 1978   | 3 de març de 1979      | PSC        |
| 44   | Wilfried Martens (1r mandat)                | Wilfried Martens                 | 3 de març de 1979      | 31 de març de 1981     | CVP        |
| 45   | Mark Eyskens                                |                                  | 31 de març de 1981     | 17 de desembre de 1981 | CVP        |
| (44) | Wilfried Martens (2n mandat)                | Wilfried Martens                 | 17 de desembre de 1981 | 7 de març de 1992      | CVP        |
| 46   | Jean-Luc Dehaene                            | Jean-Luc Dehaene                 | 7 de març de 1992      | 12 de juliol de 1999   | CVP        |
| 47   | Guy Verhofstadt                             | Guy Verhofstadt                  | 12 de juliol de 1999   | 20 de març de 2008     | VLD        |
| 48   | Yves Leterme (1r mandat)                    | Yves Leterme                     | 20 de març de 2008     | 30 de desembre de 2008 | CD&V       |
| 49   | Herman Van Rompuy                           | Herman Van Rompuy                | 30 de desembre de 2008 | 25 de novembre de 2009 | CD&V       |
| (48) | Yves Leterme (2n mandat)                    | Yves Leterme                     | 25 de novembre de 2009 | 6 de desembre de 2011  | CD&V       |
| 50   | Elio Di Rupo                                | Elio Di Rupo                     | 6 de desembre de 2011  | 11 d'octubre de 2014   | PS         |
| 51   | Charles Michel                              | Charles Michel                   | 11 d'octubre de 2014   | 27 d'octubre de 2019   | MR         |
| 52   | Sophie Wilmès                               | Sophie Wilmès                    | 27 d'octubre de 2019   | 1 d'octubre de 2020    | MR         |
| 53   | Alexander De Croo                           | Sophie Wilmès                    | 1 d'octubre de 2020    | 3 de febrer de 2025    | Open Vld   |
| 54   | Bart De Wever                               | Sophie Wilmès                    | 3 de febrer de 2025    | actualitat             | N-VA       |